# Джанъятаг
Джанъята́г (азерб. Canyataq), в советских русскоязычных источниках — Джанята́г, — село в Агдеринском районе Азербайджана, является центром Джанъятагского сельского административно-территориального округа.

## География
Село Джанъятаг является центром Джанъятагского сельского административно-территориального округа Агдеринского района, при этом в состав этого сельского административно-территориального округа входит также и село Гюльятаг.

## История
В советский период на 1 января 1977 года село являлось центром одноимённого сельсовета Мардакертского района Нагорно-Карабахской автономной области (НКАО) Азербайджанской ССР.
2 сентября 1991 года на совместной сессии Нагорно-Карабахского областного и Шаумяновского районного Советов народных депутатов была принята Декларация о провозглашении Нагорно-Карабахской Республики в границах Нагорно-Карабахской автономной области (НКАО) и сопредельного Шаумяновского района Азербайджанской ССР. В ответ, 26 ноября 1991 года Верховный Совет Азербайджанский Республики принял закон «Об упразднении Нагорно-Карабахской автономной области Азербайджанской Республики». В этом законе было постановлено помимо упразднения Нагорно-Карабахской Автономной Области (НКАО), в том числе также и переименование Мардакертского района в Агдеринский.
В ходе Первой Карабахской войны Азербайджану удалось летом 1992 года восстановить контроль над селом.
Решением Милли Меджлиса Азербайджанской Республики 13 октября 1992 года от Агдеринский район был ликвидирован, а село было передано в состав Тертерского района.
Однако в ходе Первой Карабахской войны село в 1993 году вновь было занято армянскими вооружёнными формированиями и попало под контроль непризнанной Нагорно-Карабахской Республики (НКР). Согласно административно-территориальному делению непризнанной республики, село располагалось в Мартакертском районе НКР и называлось Чанката́х (арм. Ճանկաթաղ).
Согласно Трёхстороннему Заявлению в ночь с 9 по 10 ноября 2020 года, подписанному по итогам Второй Карабахской войны, село перешло под контроль Российских миротворческих сил.
По итогам боевых действий в сентябре 2023 года село вернулось под контроль Азербайджана. При этом 20 сентября 2023 года в окрестностях села в результате обстрела со стороны ВС Азербайджана погибли пять российских миротворцев.
27 декабря 2023 года Агдеринский район был восстановлен в прежних границах и Джанъятагский сельский административно-территориальный округ вместе с входящим в него селом Джанъятаг вошёл в состав этого района. В настоящее время село Джанъятаг является центром Джанъятагского сельского административно-территориального округа Агдеринского района Азербайджана.

## Экономика
В советское время в селе имелись средняя школа, библиотека, сельский клуб, киноустановка, медицинский пункт, а население занималось в основном виноградарством и животноводством. После Первой Карабахской войны часть часть населения была занята в горнодобывающей промышленности. По состоянию на 2015 год в селе имелось муниципальное здание, дом культуры, средняя школа, три магазина и медицинский пункт.

## Население
По данным «Свода статистических данных о населении Закавказского края, извлеченных из посемейных списков 1886 года», в селе Джан-ятаг одноимённого сельского округа Джеванширского уезда Елизаветпольской губернии было 74 дыма и проживало 682 армянина. 22 человека принадлежали к духовенству, остальные являлись государственными крестьянами.
По состоянию на 1 января 1933 года в селе проживало 1288 человек (267 хозяйств), все — армяне.
В 1986 году в селе проживал 841 человек. По состоянию на 2005 год в селе проживало 272 человека, к 2015 году численность увеличилась до 385 человек.

## Достопримечательности
В селе находится гробница времён I века до нашей эры, средневековая деревня, хачкар XIII века, церковь Святого Георгия, построенную в 1609 году и часовня XVII века.